# Michel Boudrias
Pour les articles homonymes, voir Boudrias.
Michel Boudrias, né en 1977 à Roberval (Québec), est un militaire et homme politique canadien. Il est député à la Chambre des communes, représentant la circonscription de Terrebonne sous la bannière du Bloc québécois, et brièvement sous celle du Groupe parlementaire québécois, de 2015 à 2021
Il est le porte-parole bloquiste en matière de Défense nationale d'octobre 2015 à août 2021. Il est également responsable des dossiers des Anciens combattants, de Sécurité nationale et de Sécurité publique de 2015 à 2018. Militant indépendantiste depuis 25 ans, Michel Boudrias défend le principe de l'effectivité de l'État québécois. Officier d'infanterie, il sert au sein des Forces armées canadiennes pendant 10 ans et est notamment déployé en Afghanistan dans le cadre de l'opération Athéna.

## Biographie
Né en 1977, Michel Boudrias grandit à Terrebonne. Suivant des études en droit à l'Université du Québec à Montréal, il s'implique pendant plusieurs années dans le mouvement syndical. En 2005, il devient officier d’infanterie au sein du Royal 22e Régiment et sert notamment en Afghanistan en 2010-2011. Il prend sa retraite des forces armées en avril 2015.

## Carrière politique
Militant indépendantiste, Michel Boudrias milite au sein du Bloc québécois et du Parti québécois (PQ) dès 1993. Il agit notamment en tant que conseiller du PQ de la circonscription de Masson dans les années 1990 et du PQ de celle de Laurier-Dorion au début des années 2000. 
Après l'élection fédérale de 2011 et l'écrasante défaite du Bloc québécois, Michel Boudrias participe à la reconstruction du comité du parti dans Terrebonne dont il assume la présidence de novembre 2013 jusqu'à son annonce de candidature en septembre 2014. Il est investi par l’association locale le 8 février 2015. Le soir de l'élection fédérale de 2015 il est élu député de Terrebonne avec 33 % des voix, reconquérant ce fief détenu par le Bloc de 1993 à 2011. Il devance l'ex-présidente de l'Association des femmes autochtones du Canada Michelle Audette, candidate pour les libéraux (27,99 %) et Charmaine Borg, députée néodémocrate sortante (25,61 %). 

### Député du Bloc québécois

#### Premier mandat (2015-2019)
Lors de la course à la chefferie du Bloc québécois de 2017, Michel Boudrias est un des premiers députés à appuyer la candidature de Martine Ouellet, qui est élue par acclamation en mars 2017. Cependant, il fait partie des sept députés (sur dix) du Bloc qui claquent la porte du parti en février 2018 pour dénoncer le leadership et la stratégie de Martine Ouellet, déclenchant ainsi la crise du Bloc québécois de 2018. Mais, tout comme son collègue Simon Marcil, il ne suit pas les députés dissidents quand ceux-ci renomment leur groupe « Québec debout » et continue à siéger sous la première étiquette de « Groupe parlementaire québécois ». Les deux sont également les premiers à rejoindre leur ancienne formation politique dès l'annonce de la démission de Martine Ouellet.
Michel Boudrias prend régulièrement la défense de l'industrie navale québécoise, et plus particulièrement du Chantier Davie de Lévis. En août 2018, il dénonce la politique d’attribution de contrats navals du gouvernement fédéral, mentionnant que le Québec paie 23 % du budget fédéral pour le renouvellement de la flotte de navires du gouvernement canadien (Marine royale canadienne et Garde côtière) et n'obtient que 3 % de la valeur des contrats.  En janvier 2019,  il appuie une pétition électronique demandant au gouvernement d'octroyer au Québec sa juste part de contrats. 
Michel Boudrias s'oppose aussi à la contestation intentée par Keith Henderson, ancien chef du Parti égalité, contre une loi de l'Assemblée nationale du Québec adoptée en 2000, la Loi sur l'exercice des droits fondamentaux et des prérogatives du peuple québécois et de l'État du Québec. Le gouvernement canadien appuie cette contestation judiciaire, et par une pétition lancée en janvier 2017, Michel Boudrias lui demande de se désister de ce recours judiciaire,. Plus de 8 500 personnes signent la pétition qui est déposée à la Chambre des communes le 16 mai 2017,.
Dans le dossier du remplacement des avions de chasse CF-18 vieillissants de la Force aérienne, Michel Boudrias est défavorable au projet du F-35 et souhaite que le gouvernement canadien relance les appels d'offres. Le 11 octobre 2017, en pleine crise commerciale entre Boeing et Bombardier, il critique le plan du gouvernement libéral dans son intention d'acquérir 24 F-18 Super Hornet en pressant de lancer un appel d'offres à l'échelle internationale et d'exiger que l'on construise le prochain avion de chasse sous licence au Canada. « Il est temps que l'on se libère de l'emprise de Boeing. Nous avons le savoir-faire ici au Québec pour construire de tels avions ». Il critique quelques semaines plus tard le gouvernement canadien dans son intention d'acheter 25 F-18 usagés à l'Australie.
Il favorise également le retour au financement public des partis politiques, instauré par le gouvernement de Jean Chrétien en 2004 et aboli par le gouvernement Harper en 2011. À cet effet, il dépose en 2018 le projet de loi C-364 visant à rétablir le financement public des partis politiques. Bien que les libéraux aient été à l'origine de ce mode de financement, le projet de loi est rejeté en deuxième lecture autant par les libéraux que les Conservateurs,,.

#### Course à la chefferie du Bloc de 2019
La possible candidature du député Michel Boudrias à la course à la chefferie du Bloc québécois a été évoquée le 24 octobre 2018 forçant le député de Terrebonne à amorcer sa réflexion. Il annonce finalement le 7 décembre 2018 qu'il ne sera pas candidat tout en demeurant neutre pour la durée de la course à la direction.

#### Deuxième mandat (2019-2021)
Michel Boudrias est reconduit pour un second mandat lors de l'élection fédérale de 2019, solidifiant ses appuis avec 50.6 % des voix. Au sein de la 43e législature, il est élu vice-président du Comité permanent de la défense nationale. Il est également conseiller sur l'exécutif de l'Association des parlementaires Canada - OTAN.

#### Candidat indépendant (2021)
À l'approche du déclenchement des élections fédérales de 2021, le Bureau national du Bloc québécois décide, le 3 août 2021, de suspendre les assemblées d'investiture. Il annonce la nomination de Nathalie Sinclair Desgagné comme candidate dans Terrebonne « en cas de déclenchement précipité » des élections, écartant Boudrias, justifié par que le fait que ce dernier ne remplissait pas les critères exigés par le parti pour permettre à un député sortant de se représenter. Deux jours après le déclenchement des élections annoncé par Justin Trudeau le 15 août, Boudrias annonce se présenter dans Terrebonne à titre de candidat indépendant. Il termine cinquième, la candidate bloquiste remportant facilement l'élection avec 41,17 % des voix.

## Orientation politique
Michel Boudrias est un indépendantiste québécois prônant l'utilisation d'actes d'État en vue de rendre l'état québécois effectif sur son territoire, rendant alors ce dernier souverain. Il propose le 28 octobre 2018 de réorganiser les forces politiques indépendantistes en une seule organisation unifiée : « À l'instar du SNP (Scottish National Party), les différents partis politiques souverainistes québécois qui œuvrent actuellement à l'Assemblée nationale et à la Chambre des communes ont tout intérêt à se regrouper en une seule et unique force. ».